# Hrabstwo Haskell (Kansas)

Piramida wieku hrabstwa

Hrabstwo Haskell – hrabstwo położone w Stanach Zjednoczonych, w stanie Kansas, z siedzibą w mieście Sublette. Założone 23 marca 1887 roku. Nazwa Hrabstwa pochodzi od Dudleya Haskella. W styczniu 1918 r. zanotowano tutaj pierwszy przypadek zachorowania na grypę hiszpankę. Hrabstwo należy do nielicznych hrabstw w Stanach Zjednoczonych należących do tzw. dry county, czyli hrabstw gdzie decyzją lokalnych władz obowiązuje całkowita prohibicja.

## Miasta
- Sublette
- Satanta

## Sąsiednie Hrabstwa
- Hrabstwo Finney
- Hrabstwo Gray
- Hrabstwo Meade
- Hrabstwo Seward
- Hrabstwo Stevens
- Hrabstwo Grant
- Hrabstwo Kearny